# Caridina curta
Caridina curta е вид десетоного от семейство Atyidae.

## Разпространение
Видът е разпространен в Китай (Юннан).